# Magenbrot

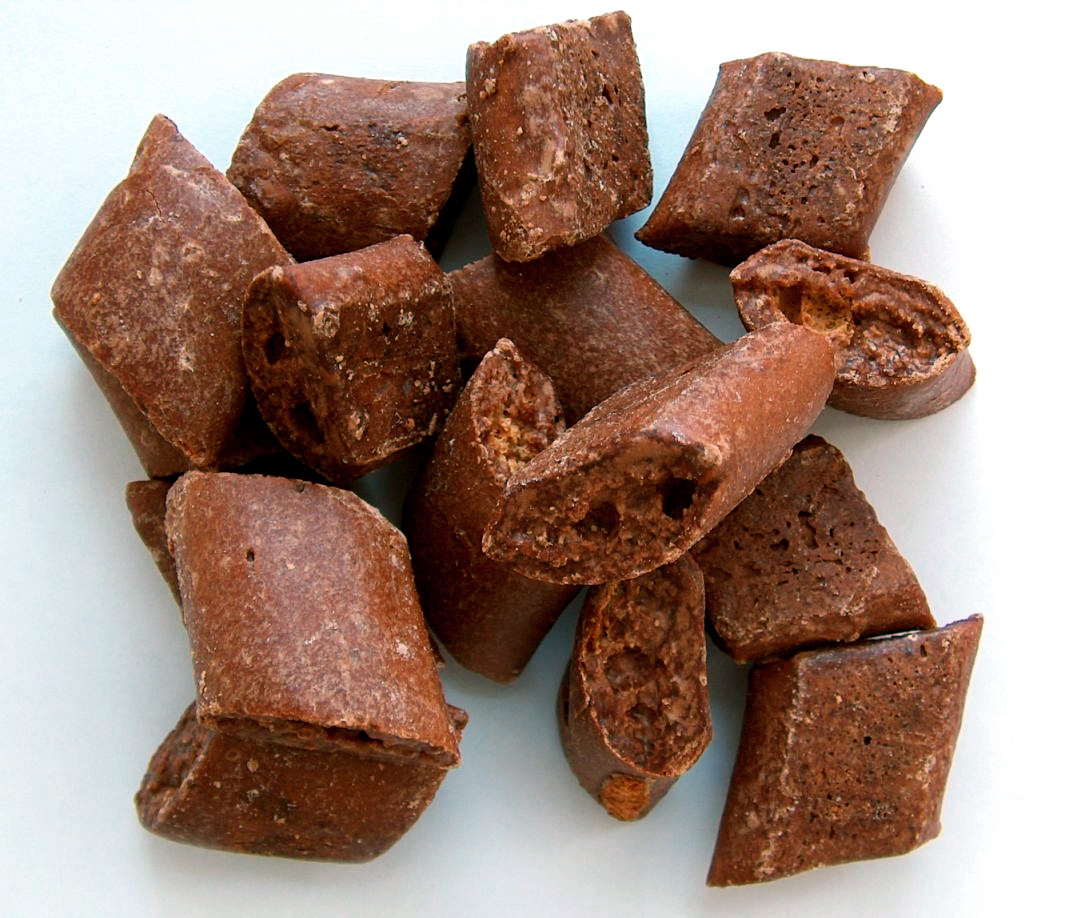
Magenbrot, wie es in Deutschland angeboten wird.

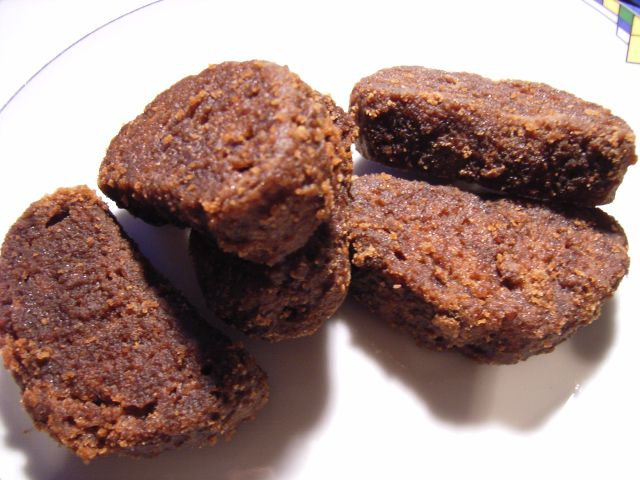
Magenbrot, wie es in der Schweiz angeboten wird.

Als Magenbrot bezeichnet man in Südwestdeutschland ein rautenförmig, in der Schweiz brotscheibchenförmig geschnittenes, manchmal dünn glasiertes Lebkuchengebäck, das vor allem auf Jahrmärkten und Weihnachtsmärkten verkauft wird.
Magenbrot enthält magenfreundliche Gewürze wie Gewürznelken, Zimt, Sternanis und Muskatblüte. Für die dunkelbraune Farbe des Magenbrotes ist Kakao verantwortlich. Zum Süßen wurde ursprünglich Honig, heute jedoch auch Zucker verwendet. Magenbrot ist eine Spezialität aus der Nordschweiz und Süddeutschland, wo es schon früher als „Kräuterbrot“ bekannt war, als es noch nicht mit Schokolade versetzt war. Heute wird in der Romandie und in der Deutschschweiz Magenbrot vorwiegend an Herbstmärkten durch Marktfahrer und Schausteller verkauft. Es ist jedoch auch vermehrt in den Regalen der Schweizer Großverteiler anzutreffen.

## Geschichte
Im Mittelalter wurde Magenbrot wegen der ihm zugeschriebenen Heilwirkung von Apotheken angeboten. Im Zuge dessen soll der ursprünglich mittellateinisch-französische Name Morselle („Leckerbissen“) im Deutschen von „Magenbrot“ verdrängt worden sein.
In der Schweiz ist ab dem späten 18. Jahrhundert in Rezeptbüchern als „Magenbrot“ eine Masse aus Mandeln, Eiern und Zucker überliefert. Jedoch ist auch die parallele Existenz einer Zusammensetzung, die bereits der heute bekannten nahekommt, nicht auszuschließen.
1946 führt ein Fachbuch erstmals Magenbrot mit Glasur auf und beschreibt es als „Alpenkräuter-Brot“. Dieses wird dort mit dem Gerücht in Verbindung gebracht, häufig mit minderwertigen Zutaten versetzt zu sein. Noch heute ist der Name „Hondsmöcke“ im Appenzellerland rund um den Säntis und dem St. Galler Rheintal weitverbreitet. 